# Oreoleptis torrenticola
Oreoleptis torrenticola är en tvåvingeart som beskrevs av Zloty, Sinclair och Pritchard 2005. Oreoleptis torrenticola ingår i släktet Oreoleptis och familjen Oreoleptidae.
Artens utbredningsområde är Alberta. Inga underarter finns listade i Catalogue of Life.

## Bildgalleri